# Liên Hội
Liên Hội là một xã thuộc huyện Văn Quan, tỉnh Lạng Sơn, Việt Nam.

## Địa lý
Xã Liên Hội nằm ở phía bắc huyện Văn Quan, có vị trí địa lý:
- Phía đông giáp xã Điềm He và xã Trấn Ninh
- Phía tây giáp huyện Bình Gia
- Phía nam giáp xã Điềm He và xã Hòa Bình
- Phía bắc giáp huyện Văn Lãng và xã Trấn Ninh.

Xã Liên Hội có diện tích 36,72 km², dân số năm 2018 là 3.228 người, mật độ dân số đạt 88 người/km².

## Lịch sử
Địa bàn xã Liên Hội hiện nay trước đây vốn là 3 xã: Phú Mỹ, Việt Yên, Vân Mộng thuộc huyện Văn Quan.
Trước khi sáp nhập, xã Phú Mỹ có diện tích 17,76 km², dân số là 853 người, mật độ dân số đạt 48 người/km². Xã Việt Yên có diện tích 8,01 km², dân số là 1.061 người, mật độ dân số đạt 132 người/km². Xã Vân Mộng có diện tích 10,95 km², dân số là 1.314 người, mật độ dân số đạt 120 người/km².
Ngày 21 tháng 11 năm 2019, Ủy ban Thường vụ Quốc hội ban hành Nghị quyết số 818/NQ-UBTVQH14 về việc sắp xếp các đơn vị hành chính cấp xã thuộc tỉnh Lạng Sơn (nghị quyết có hiệu lực từ ngày 1 tháng 1 năm 2020). Theo đó, sáp nhập toàn bộ diện tích và dân số của 3 xã: Phú Mỹ, Việt Yên, Vân Mộng thành xã Liên Hội.